# فيري بود
فيري بود (بالهولندية: Ferrie Bodde)‏ (5 مايو 1982 بدلفت في هولندا - ) هو لاعب كرة قدم هولندي في مركز الوسط. شارك مع منتخب هولندا تحت 21 سنة لكرة القدم. أما مع النوادي، فقد لعب مع أدو دين هاغ وسوانزي سيتي.

## وصلات خارجية
- فيري بود على موقع قاعدة بيانات كرة القدم.إي يو (الإنجليزية)
- فيري بود على موقع Soccerbase.com (لاعب) (الإنجليزية)
- فيري بود على موقع عالم كرة القدم.نت (الإنجليزية)